# 格林伍德 (佛罗里达州)
格林伍德（英語：Greenwood），是美国佛罗里达州傑克遜縣下属的一座城镇。建立于1927年。面积约为12.4平方公里（约合4.8平方英里）。根据2010年美国人口普查，该市有人口686人。论人口在本州排行第353。